# Thalassoalaimus setosus
Thalassoalaimus setosus är en rundmaskart som beskrevs av Timm 1967. Thalassoalaimus setosus ingår i släktet Thalassoalaimus och familjen Oxystominidae. Inga underarter finns listade i Catalogue of Life.